# Kleiwegkerk

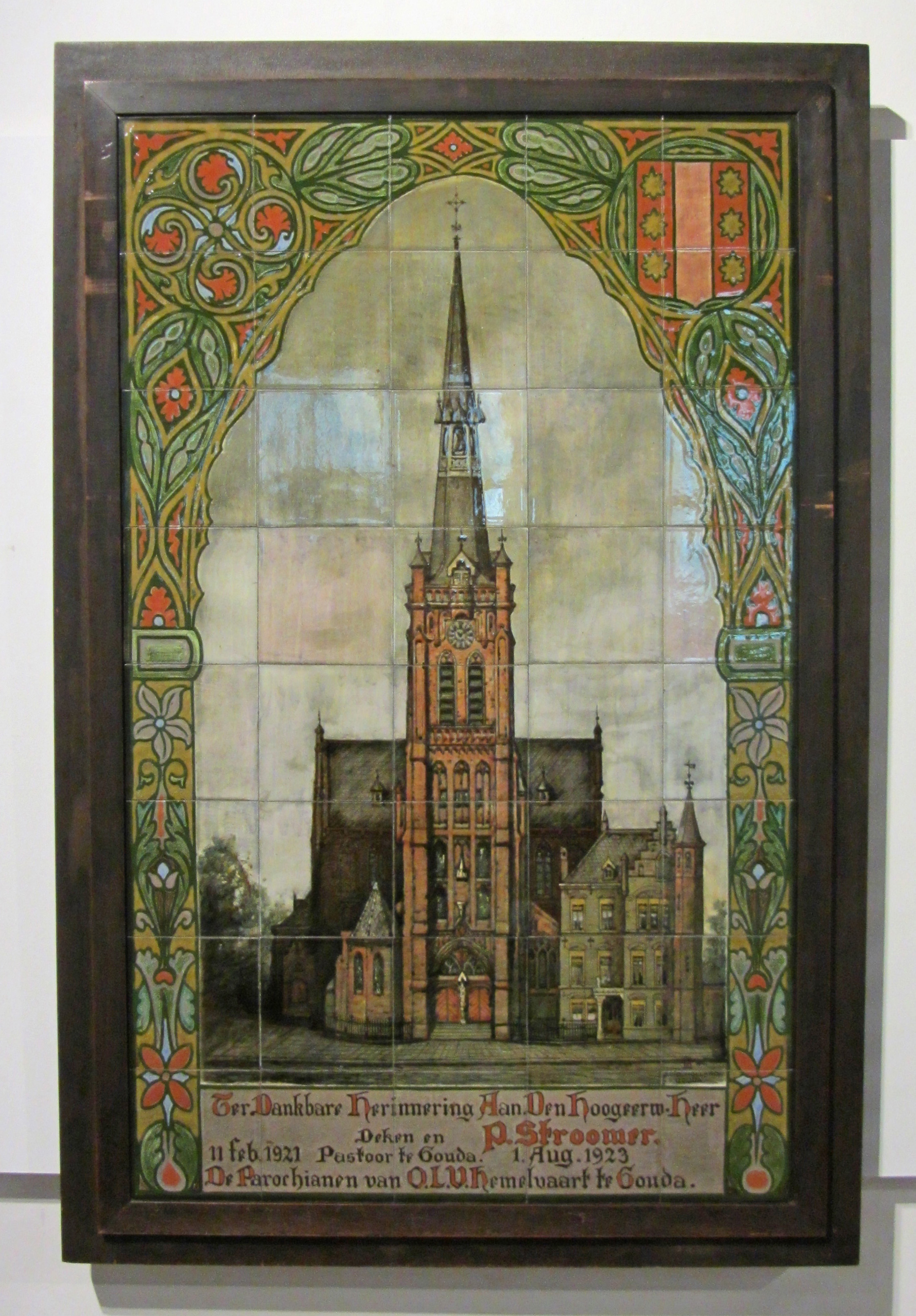
Tegeltableau uit 1923 met de Kleiwegkerk

De Kleiwegkerk, officieel Onze Lieve Vrouwe Hemelvaart, was een kruiskerk in Gouda. De kerk werd in 1878 gebouwd aan de Kleiweg en in 1964 gesloopt.

## Geschiedenis
In 1814 werden de statie van de Jezuïeten aan de Keizerstraat en de statie de Braesem aan de Vismarkt samengevoegd tot één statie, waaruit na het herstel van de bisschoppelijke hiërarchie in Nederland in 1853, de parochie
Onze Lieve Vrouwe Hemelvaart ontstond. Na de opheffing van de Waalse gemeente in 1817 kreeg de statie de Gasthuiskapel aan de Oosthaven als kerk toegewezen. Al aan het eind van de jaren 60 van de negentiende eeuw gingen ervan uit de parochie stemmen op voor de bouw van een nieuw kerkgebouw. Toch zou het nog twintig jaar duren voordat de nieuwbouw op de Kleiweg gerealiseerd werd. Andere opties, zoals de Agnietenkapel en een nieuw kerkgebouw op het bolwerk bij de Lange Tiendeweg (Klein Amerika) vielen af vanwege respectievelijk te weinig ruimte en te hoge eisen vanuit de gemeente. Architect Adrianus Cyriacus Bleijs, een leerling van Cuypers, maakte het ontwerp in 1873. Hij ontwierp een kerk die plaats bood aan 1200 gelovigen, het dubbele van het aantal dat de Gasthuiskerk aankon.
Voor de bouw van de Kleiwegkerk moest eerst ruimte vrijgemaakt worden. Hiervoor werden twee pakhuizen en zeven woonhuizen opgekocht en gesloopt. Hierdoor ontstond een terrein van 1578 vierkante meter grond, waarop de kerk gebouwd werd.
De bouw was in handen van de Amsterdamse aannemer Leibbrandt en kostte ƒ 99.123. De eerste paal werd geslagen op 6 juni 1877. Op 3 april 1878 werd de eerste steen gelegd, door P.C.Th. Malingré, de toenmalige pastoor en deken. Op 15 oktober 1879 vond de inwijding van de kerk plaats. De kerk had een schip dat 38 meter hoog en 50 meter lang was. Om financiële redenen kreeg de kerk echter nog geen torenspits. In 1902 was er voldoende geld beschikbaar voor de bouw van de spits. Deze kostte 15.000 gulden, telde drie luiklokken en gaf de toren een totale hoogte van 62 meter. 
Het 75-jarig bestaan van de kerk werd in 1954 uitgebreid gevierd. In de jaren 1960 viel echter het besluit de kerk te slopen. Mede door de secularisatie was de aanwezigheid van twee grote rooms-katholieke kerken in de binnenstad van Gouda – de Kleiwegkerk en Gouwekerk – overbodig geworden. Op 1 augustus 1964 werd begonnen met de sloop, die 1965 was voltooid. 
Van het interieur is vrijwel niets bewaard gebleven. In opdracht van de toenmalige bisschop van Rotterdam, Martinus Jansen, werden beelden, gebrandschilderde ramen en overige delen van het interieur vernietigd, omdat hij bevreesd was dat deze zaken gebruikt zouden worden als decoratie in particuliere woningen. Toch bleef 1 raam behouden: een afbeelding van de Dominicaanse pater Peter Canisius, schrijver van het lied Salve Regina. Dit dankzij een oplettende buschauffeur, P.K. Bostelaar, die het raam kon veilig stellen. Het is nu te zien in de H. Josephkerk in Gouda. Alleen het orgel werd niet afgebroken; dit instrument, gebouwd in 1902 door de firma Adema & Zn., werd overgeplaatst naar de Sint Vituskerk in Bussum. In 1988 is het orgel alsnog verloren gegaan, door een brand. 
Enige tijd later werd hier een tijdelijk onderkomen voor warenhuisketen Vroom & Dreesmann gebouwd. Later kwamen er op de plek van de kerk een aantal filialen van landelijke winkelketens. De parochie verhuisde naar de Gouwekerk, die door de Franciscanen was verlaten. In 1972 werd ook deze kerk overbodig door de terugloop van het kerkbezoek. De Gouwekerk werd echter niet gesloopt, maar in 1979 verkocht aan de Johan Maasbach Wereldzending.

## Onze Lieve Vrouwe Hemelvaartkerk (2)
In 1980 werd de eerste steen gelegd voor de Onze Lieve Vrouwe Hemelvaartkerk aan de Krugerlaan in Gouda, (architecten: Hendriks, Campman). Deze kerk werd in 1982 in gebruik genomen. Het was een modern gebouw met losstaande toren met twee klokken die in 1981 vervaardigd zijn door Klokkengieterij Eijsbouts uit Asten. In de kerk zijn nog enkele objecten aanwezig van de voormalige neogotische O.L. Vrouwe Hemelvaartkerk (Onze Lieve Vrouwe ten Hemelopneming) aan de Kleiweg. 
Sinds januari 2021 is dit gebouw aan de Krugerlaan niet meer in gebruik als kerk.